# Monognathus
Monognathus — єдиний рід родини моногнатових (Monognathidae) або однощелепних (від грецьких μόνος = один і γνάθος = щелепа) ряду мішкоротоподібних (Saccopharyngiformes).
Це морські риби, поширені в Атлантичному та Тихому океанах.
Характерними ознаками є відсутність верхньої щелепи, відсутність грудних плавців, спинний та анальний плавці не мають скелетних опор. Максимальна довжина 15,9 см.
Більшість цих риб ловили на глибині понад 2000 метрів.
Рід включає такі види:
- Monognathus ahlstromi  Raju, 1974
- Monognathus berteli  Nielsen & Hartel, 1996
- Monognathus bertini  Bertelsen & Nielsen, 1987
- Monognathus boehlkei  Bertelsen & Nielsen, 1987
- Monognathus bruuni  Bertin, 1936
- Monognathus herringi  Bertelsen & Nielsen, 1987
- Monognathus isaacsi  Raju, 1974
- Monognathus jesperseni  Bertin, 1936
- Monognathus jesse  Raju, 1974
- Monognathus nigeli  Bertelsen & Nielsen, 1987
- Monognathus ozawai  Bertelsen & Nielsen, 1987
- Monognathus rajui  Bertelsen & Nielsen, 1987
- Monognathus rosenblatti  Bertelsen & Nielsen, 1987
- Monognathus smithi  Bertelsen & Nielsen, 1987
- Monognathus taningi  Bertin, 1936